# Rare Dialect
Rare Dialect ist das Debütalbum der polnischen Instrumentalgruppe Light Coorporation. Es erschien im Jahr 2011 bei Recommended Records.

## Entstehung und Veröffentlichung
Das Album Light Coorporation Rare Dialect wurde im Jahre 2010 in Studio Vintage Records hat. Die Musiker strebten an, den Klang zu erreichen, der kennzeichnend für Langspielplatten aus den 1960er und 1970er Jahren war. Im Studio wurden die alten Analog-Vorverstärker, Kompressoren, Verstärker und Mikrofone verwendet. Um dieses Ziel zu erreichen, wurde entschieden, das Material nicht von verschiedenen, plötzlich im Laufe der Tonaufnahme vorkommenden Geräuschen, wie z. B. Knackgeräuschen oder Rauschen, zu reinigen. Insgesamt wurden 13 Kompositionen durch die Magnetkassetten mithilfe eines in der Vergangenheit dem Polnischen Hörfunk gehörenden Kassettenrekorders Studer A807 aufgezeichnet. Die Mehrheit davon befand sich auf der Platte. Für die Produktion war Mariusz Sobański (Sobanski Music Laboratory) verantwortlich, Szymon Swoboda für die Abmischung und Mastering.
Das Album wurde am 10. August 2011 durch die renommierte Plattenfirma aus London RēR Megacorp, also Recommended Records von Chris Cutler herausgegeben. Er ist von den Bands Henry Cow, Cassiber, Pere Ubu und The Residents bekannt. Light Coorporation hatte den Kontakt mit diesem Herausgeber durch Henryk Palczewski aufgenommen, der ein Eigentümer der polnischen, selbständigen Vertriebs- und Verlagsfirma „ARS“2 ist. Außer Recommended Records hatte auch die französische Plattenfirma Musea Records Interesse an der Herausgabe des Debütalbums und wollte eine engere Zusammenarbeit mit Light Coorporation anfangen. Ihr Angebot wurde aber abgelehnt. Die Platte wurde zusätzlich durch die Single Light Coorporation Tokyo Streets Symphony/Maestro X beworben, die unabhängig Anfang 2011 veröffentlicht wurde.

## Light CoorporationRare Dialect- Covergestaltung
Es wurden sowohl die Filmaufnahmen aus den 80er Jahren verwendet, die früher in verschiedenen Programmen im Computer bearbeitet wurden, als auch Fotografien der Kollektion von Vinylplatten. Unter diesen kann man solche Erstausgaben von Alben finden, wie z. B. Daevid Allen, Art Zoyd, Camel, Captain Beefheart, Caravan, John Coltrane, Lindsay Cooper, Egg, Gilgamesh, Gong, Peter Hammill, Henry Cow, Steve Hillage, Soft Machine und andere. Die Rückseite eines Covers wurde als „LIGHT COORPORATION ABOUT“ bezeichnet, was sich auch später herausgestellt hatte, als eine Spur für die dritte Scheibe der Band diente. Jedoch wurde der größte Teil des Umschlags als fiktives Vinyl mit dem Stichwort „LC DIALECT“ dargestellt.

## Titelliste
1. Transparencies (Music M.Sobański) – 0:46
2. Tokyo Streets Symphony (M.Sobański)  – 10:29
3. Maestro X (M.Sobański) – 5:52
4. Ethnic Melody from the Saturn (M.Sobański) – 5:25
5. The Legend of Khan’s Abduction (M.Sobański) – 6:09
6. The Seven Wells (Evening Sound Session) (M.Sobański) – 5:06
7. Merchaw Zman (M.Sobański) – 9:52
  1. Coming
  2. Given Birth One More Time
  3. From Death to Life
  4. Transparencies

## Rezeption
Das Album sammelte positive Rezensionen aus aller Welt. Damit bekam es von Rezensenten 4 von 5, 4 von 6 oder 8 von 10 Punkten. Es wurde unter anderem betont, dass die Musiker einen guten technischen Workshop, interessante und ambitionierte Kompositionen hatten. Gleichzeitig wurden die verschiedenen Einflüsse aus unterschiedlichen Gattungen und Strömungen, wie z. B. Jazz, Jazz-Rock, Progressive Rock, Psychedelic Rock, oder der so genannte Canterbury Sound, Avantgarde Rock, nachdrücklich bemerkt. Die Band lässt sich nicht in eine Schublade stecken. Ihre Musik wurde positiv bewertet, damit wurde auch betont, dass die Musiker eine eigene Art vom Ausdruck, abgesehen von heutigem Trend, gefunden haben. Sie haben auch Mut, ihren eigenen Weg zu gehen.
Adam Baruch von Jazzis Records bezeichnete die Musik von Light Coorporation als „eine einzigartige Art von RIO/Progressive Rock, die tiefe Wurzeln in Anfängen von der Bewegung (Henry Cow) hatte. Gleichzeitig ist sie den heutigen Standards, wenn es um den Klang und die Konzeption geht, zugeschnitten“, zusammenfassend kann man sagen, dass Rare Dialect „ein gutes Stück von einer Musiktorte ist“.
Maciej Nowotny aus Polish-Jazz hatte auf die Fähigkeiten von Mariusz Sobański aufmerksam gemacht, „dessen Gitarre harmonisch den eigenen Stil mit Mut zusammenverbindet. Diese machen die Tonaufnahme unvergesslich“.
Rok Podgrajšek aus The Rocktologist hielt Light Coorporation für „eine Gruppe von konzentrierten Musikern, die so frei spielen, dass sie sich wohl in „organisierten Improvisationen“ fühlen“.
Vitaly Menshikov aus dem Portal Progressor schrieb in der Zusammenfassung von Rare Dialect-Rezension, dass „die Autoren sich im größeren Teil auf eigene Talente und nicht auf die Ursprungsinspirationen konzentrieren“. Er empfahl die Platte allen Menschen, die „nicht nur an diese oder andere Art von Musik gebunden sind, sondern sie interessieren sich auch für verschiedene Äußerungen von Progressivem Rock“.
Olav Martin Bjørnsen, ein Redaktionskollege von Menshikov, stellte schriftlich im Prog Archives und dort publizierten Text fest, dass das Album von Light Coorporation ein „Debüt von einer höheren Qualität“ war, das „den Liebhabern von Art-Rock, die nach etwas Neuem suchen, behagen sollte. Das gleiche gilt für Enthusiasten von Jazz und Fusion“.